# John Hunter (politikus, 1732–1802)
John Hunter (Dél-Karolina, 1752 – Dél-Karolina, 1802. december 30.) az Amerikai Egyesült Államok szenátora (Dél-Karolina, 1796–1798).